# Fotobureau
Een fotobureau is een bedrijf dat beeldmateriaal aanbiedt voor commercieel gebruik, voor bijvoorbeeld advertenties, tijdschriften, posters en websites. Dit is vaak een grote gecategoriseerde verzameling foto's, illustraties en soms ook video's.
Het maken van foto's voor een fotobureau heet stockfotografie. Het tegenovergestelde hiervan is fotografie in opdracht.
Als synoniemen worden soms ook beeldbank of stockbureau gebruikt. Een beeld- of fotoarchief richt zich specifiek op historische foto's en een fotopersbureau is gericht op het leveren van foto's aan dagbladen, radio, televisie en andere nieuwsmedia.

## Geschiedenis
Een van de eerste fotobureaus voor stockfotografie werd in 1920 opgericht door H. Armstrong Roberts en werd bekend als RobertStock. Ook het Bettmann-archief in New York, opgericht in 1936, was een van de eerste commerciële beeldarchieven. Andere voorbeelden zijn het fotobureau van persfotograaf Willy Römer en het in Parijs gevestigde fotoarchief Magnum Photos.
Naast de klassieke persfotobureaus kwamen er steeds meer bureaus die hun beeldmateriaal ter beschikking stelden aan de reclamebranche, of voor speciale onderwerpen zoals natuur- en wetenschappelijke fotografie.
Met de toegenomen digitalisering veranderden ook de randvoorwaarden voor fotobureaus. De marktleiders Getty Images en Corbis zijn anno 2022 multinationale ondernemingen en wereldwijd de grootste fotobureaus, elk met meer dan 70 miljoen gedigitaliseerde afbeeldingen, waarvan de meeste via internet toegankelijk en gelicentieerd zijn. Wat deze bureaus gemeen hebben, is dat ze nog maar relatief recent bestaan en zijn opgericht met grote financiële middelen. Corbis was eigendom van miljardair Bill Gates en Getty Images van miljardair-erfgenaam Mark Getty. De markt voor digitale beelden bevindt zich ook overwegend in de b2b-sector.

### Overnames en nieuwe bureaus
In 2012 werd Getty Images overgenomen door investeringsmaatschappij Carlyle Group. Ook Corbis werd in 2016 verkocht aan de Visual China Group voor enkele miljarden dollars. De overnameactiviteiten van Corbis en Getty Images en de sterke trend naar een verregaande digitalisering van het beeldmateriaal hebben de afgelopen jaren het overwegend middelgrote bureaulandschap ingrijpend veranderd.
Terwijl tal van bekende archieven werden overgenomen of beëindigd, zijn er in de loop van de digitalisering nieuwe bureaus ontstaan die hun beeldmateriaal vanaf het begin digitaal hebben aangeboden. Er ontstonden hierdoor zogeheten microstockbureaus die hun afbeeldingen goedkoop gingen aanbieden, vaak voor minder dan €1.

## Nederland
De Nationale Beeldbank was een van de grotere beeldbanken in Nederland en werd in 2006 opgericht. Het fotobureau was gevestigd in Den Haag en bood hoofdzakelijk Nederlands beeldmateriaal. Het had een verzameling van bijna een miljoen afbeeldingen. De Nationale Beeldbank werd in 2018 onderdeel van Hollandse Hoogte. Doordat moederbedrijf ANP besloot zich te richten op nieuwe projecten, werd de Nationale Beeldbank beëindigd in 2024.
Fotobureau Hollandse Hoogte (.ANP) biedt fotomateriaal van zowel Nederlandse als buitenlandse fotografen aan. Men heeft een verzameling van ruim 25 miljoen beelden, waarvan het merendeel afkomstig is van bekende Nederlandse fotografen, zoals onder meer Willem Middelkoop, Rob Engelaar, Sacha de Boer en Arnold Karskens.
Andere grotere Nederlandse beeldbanken zijn Hollandpix en Agami.